# Moulin Rouge
Il Moulin Rouge (in italiano, letteralmente "Mulino Rosso"), situato nel famoso quartiere a luci rosse di Pigalle, nel XVIII arrondissement di Parigi, vicino a Montmartre è uno dei più famosi locali di Parigi, inaugurato il 6 ottobre 1891 da Charles Zidler e da Joseph Oller.
La sede originale del teatro, che bruciò nel 1915, era stata cofondata nel 1889 da Charles Zidler e da Joseph Oller (quest'ultimo era anche proprietario dell'Olympia di Parigi). Posto nei pressi di Montmartre nel quartiere di Pigalle, su Boulevard de Clichy, il locale divenne particolarmente famoso per la presenza di un mulino a vento di colore rosso sul tetto della struttura, che appunto diede il nome al locale.
Il Moulin Rouge è noto universalmente per essere il luogo di nascita spirituale del can-can. Originariamente introdotto come danza seduttiva utilizzata dalle cortigiane che qui si trovavano per intrattenere i clienti, il can-can divenne una vera e propria forma di spettacolo, dal Moulin Rouge a tutti i cabaret d'Europa. Attualmente il Moulin Rouge, che ancora è operativo come locale, è principalmente un'attrazione turistica che offre spettacoli di musica e danza ai visitatori di tutto il mondo. L'interno è decorato con uno stile ancora tipicamente fin de siècle francese.

## Storia

### La nascita del Moulin Rouge e i grandi successi dellaBelle Époque

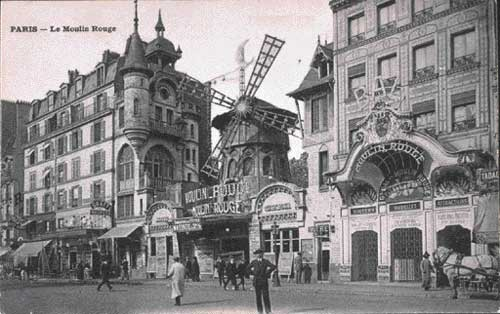
Il Moulin-Rouge in una fotografia del 1900.

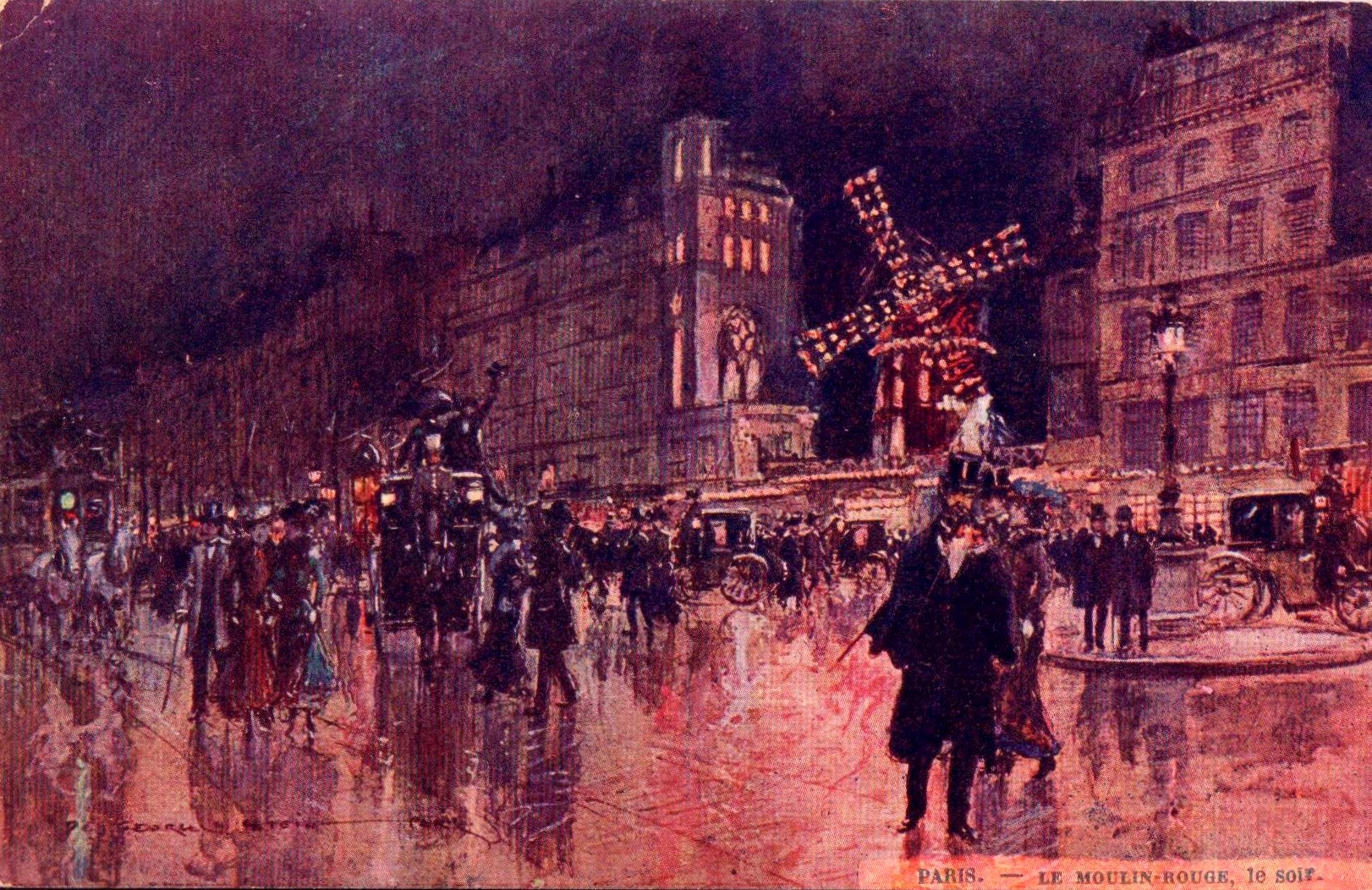
Il Moulin-Rouge in un dipinto del 1910 di Georges Stein.

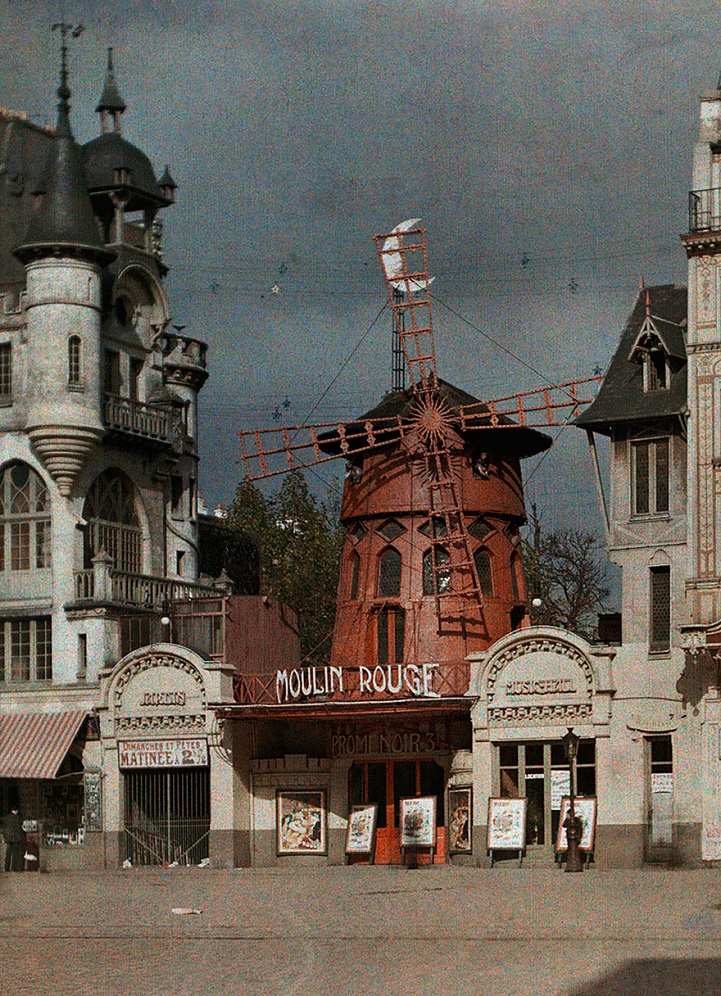
Il vecchio Moulin Rouge in un'autocromia Lumiére del 1914, prima dell'incendio che lo colpì nel 1915

Il Moulin Rouge nacque sull'onda del successo del Moulin de la Galette, un ristorante danzante ricavato nel 1870 dentro un vecchio mulino a vento nella parte alta di Montmartre, un quartiere all'epoca periferico della città, abitato da artisti, pensatori e personaggi in cerca di divertimenti e ispirazioni in ambiente bucolico. Charles Ziedler e Joseph Oller, allora proprietari dell'Olympia pensarono di creare un cabaret sullo stesso stile del Moulin de la Galette a Pigalle, proprio ai piedi di Montmartre, e di costruirvi sopra un mulino, ovviamente finto vista la mancanza di vento in quella zona, ma di colore rosso così che potesse immediatamente risaltare nell'ideale della popolazione per la sua stravaganza, divenendo nel contempo l'emblema del locale. L'idea era quella, attraverso il locale, di attirare i cittadini più ricchi, di farli investire nell'area per poterla rivalutare e consentire ai differenti ceti sociali di mescolarsi tra loro, contribuendo ad arricchire l'intero quartiere e la città di Parigi di nuove sfumature. Del resto il locale stesso sorgeva nella favolosa epoca della Belle Époque che rappresentò per Parigi e per la Francia intera un periodo di rinnovato splendore e spensieratezza dopo i difficili anni della Guerra franco-prussiana che aveva pesantemente piegato l'economia e la società francese.

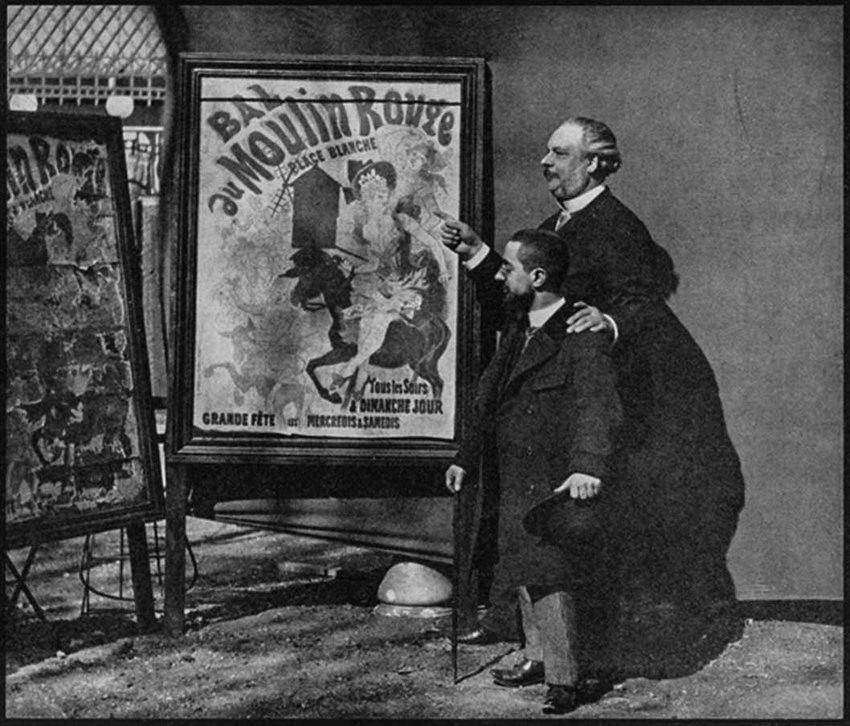
Henri de Toulouse-Lautrec e Tremolada, assistente di Zidler, direttore del Moulin-Rouge. Parigi, 1892.

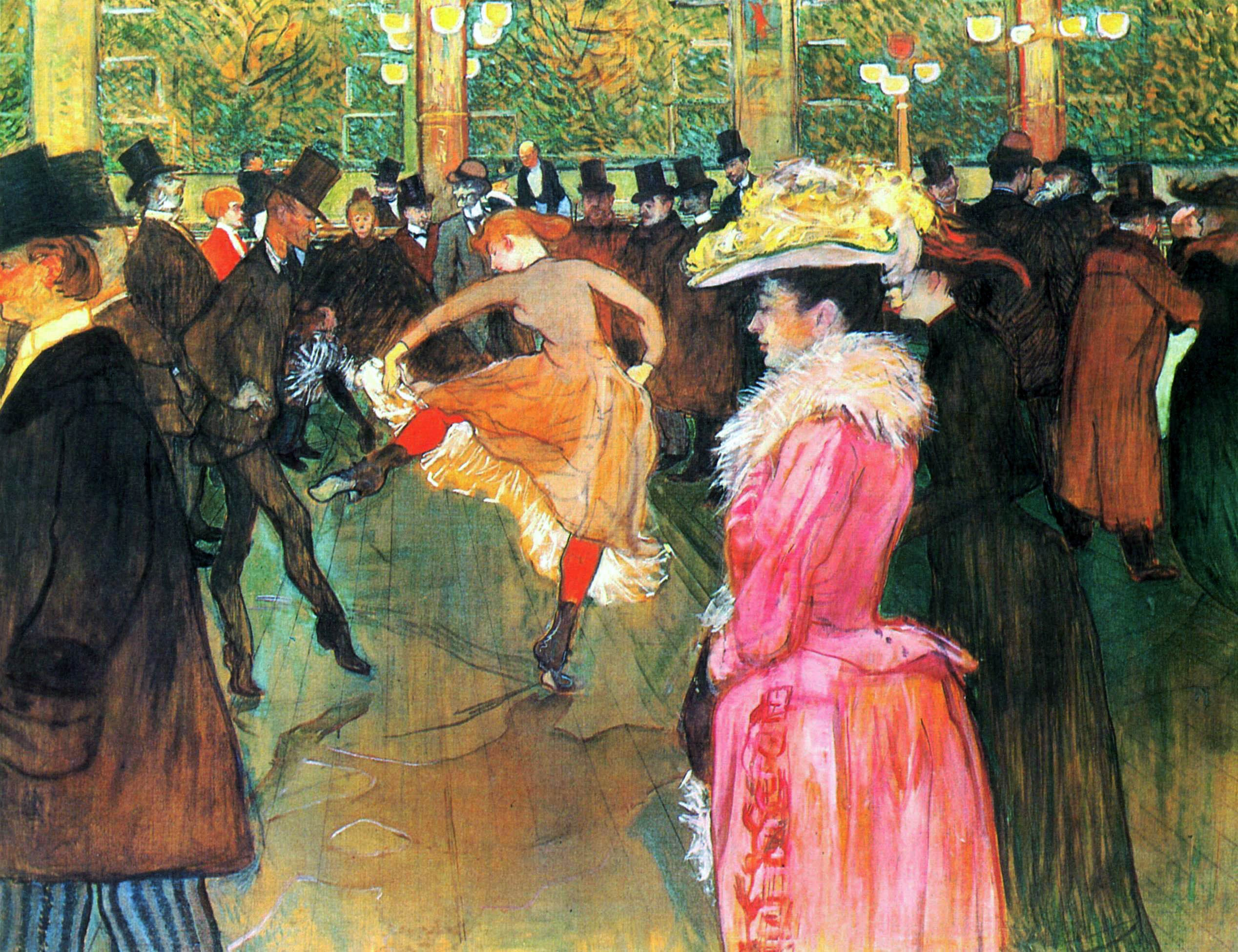
Ballo al Moulin Rouge, dipinto di Henri de Toulouse-Lautrec del 1889-90. Lautrec, che fu uno dei più assidui artisti frequentatori del locale sin dalla sua apertura, contribuì alla sua fama con la rappresentazione di molte scene di vita e spettacoli al Moulin Rouge

Il suo successo fu pressoché immediato, anche per il vasto repertorio di spettacoli (dai più ordinari ai più curiosi come quelli messi in scena da Joseph Pujol alias Le Pétomane o da Edme-Étienne-Jules Renaudin alias Valentin le Désossé, celebre contorsionista), oltre ad un ampio repertorio di danze e balli fra cui il celeberrimo can-can, ballo nato dalla "quadriglia naturalistica" e divenuto un segno distintivo internazionale dello stesso Moulin Rouge, in particolare nella versione musicata da Jacques Offenbach per il Galop infernal del suo Orfeo all'inferno che ancora oggi è la più nota. Queste esibizioni di danza erano assolutamente rivoluzionarie per l'epoca al punto che tanti di questi balli furono ritenuti licenziosi dall'opinione pubblica che iniziò a bollare il Moulin Rouge come un locale di infimo ordine frequentato da donne di malaffare e da perdigiorno. Queste considerazioni di parte della critica, ad ogni modo, non fecero altro che accendere ulteriormente i riflettori sul Moulin Rouge ed aumentare la curiosità dei numerosi visitatori che ogni anno si portavano a Parigi anche esclusivamente per assistere agli spettacoli che qui si tenevano. I momenti danzanti ebbero ad ogni modo, dal 1889, un ritrattista d'eccezione nella persona del celebre artista francese Henry de Toulouse-Lautrec, assiduo frequentatore dei quartieri di Pigalle e Montmartre. Toulouse Lautrec trovò nel locale molte fonti di ispirazione e ritrasse molti degli abituali frequentatori del locale, in particolare la ballerina Louise Weber soprannominata La Goulue (la golosa). Sembra che nel 1891 sia stato proprio Toulouse-Lautrec a persuadere la ballerina ad abbandonare il Moulin de La Galette dove aveva già una carriera affermata per esibirsi al Moulin Rouge fondato due anni prima. Per l'occasione fu lui personalmente a disegnare e far stampare il famoso manifesto con la rappresentazione del La Goulue.
Il 26 ottobre 1890 venne in visita al locale l'allora principe di Galles e futuro Edoardo VII d'Inghilterra il quale, in una sua visita privata a Parigi, prenotò un tavolo per vedere la celebre quadriglia del can-can la cui reputazione aveva già travalicato la Manica. Riconoscendolo, La Goulue, si pose a danzare davanti a lui dicendo spontaneamente "Hey, Galles, si paga lo champagne eh!". Nel 1893 venne qui messa in scena una edizione del Bal des Quat'z'Arts che fu causa di grande scandalo con la sua processione di una Cleopatra (la celebre modella Sarah Brown) nuda circondata da altre donne completamente nude. Il 12 novembre 1897 il Moulin Rouge chiuse i battenti per un giorno intero per la prima volta dalla sua apertura in occasione della morte del direttore e cofondatore, Charles Zidler. Nel 1900 in occasione dell'Esposizione Universale di Parigi, il locale venne affollato per la prima volta da numerosissimi spettatori da ogni parte del mondo, fatto che contribuì a diffondere pressoché ovunque la fama delle "signorine di Parigi" come pure il modello di intrattenimento parigino offerto dal Moulin Rouge, con la nascita di locali analoghi anche in altre parti del mondo.

### Da locale di intrattenimento a teatro per operette e spettacolo

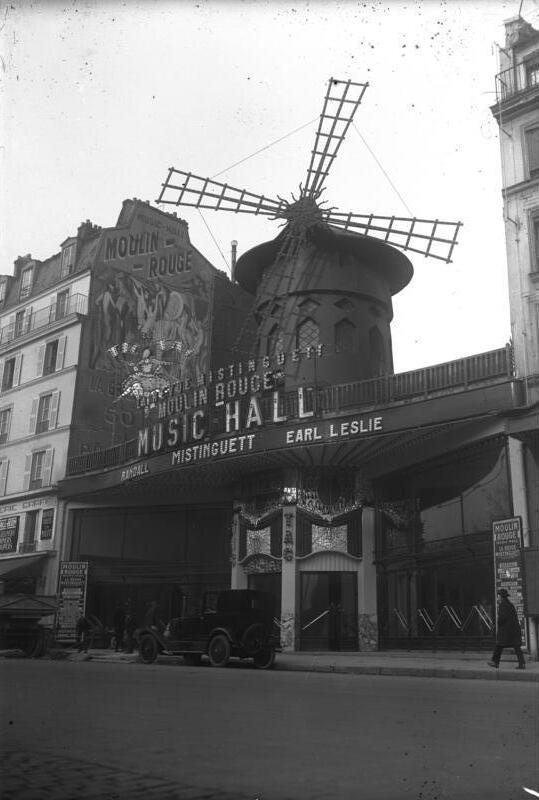
Una immagine del Moulin Rouge del 1929 dopo la ricostruzione

Nei primi anni del XX secolo, il repertorio del Moulin Rouge si trasformò parzialmente lasciando un maggiore spazio all'operetta e aprendo la strada verso il successo a molti artisti. Dal 29 novembre 1902 al gennaio del 1903, il locale rimase chiuso per dei lavori di rifacimento che vennero realizzati da Édouard Niermans, uno degli architetti parigini più noti della Belle Époque (progettista tra l'altro de le Folies Bergère), divenendo ben presto uno dei templi internazionali per l'operetta. Il 3 gennaio 1907 fece particolare scandalo il bacio nel corso dell'operetta "Il sogno egiziano" tra l'attrice Colette e la sua amante, la duchessa de Morny (Mathilde de Morny detta "Missy") sul palco del teatro.
Il 29 luglio 1907 vi fu la prima apparizione pubblica di Mistinguett sul palco del Moulin-Rouge nello spettacolo "La Revue de la Femme", artista oggi riconosciuta a giudizio unanime come la più famosa vedette del locale parigino. Il suo talento emerse ben presto allo scoperto al punto che l'anno successivo la sua partecipazione con Max Dearly in "The Sled Waltz" segnerà il suo primo vero grande trionfo. Il 9 aprile 1910 fece sensazione il fatto che durante una rappresentazione dell'operetta "Revue amoureuse" un'ex dama di compagnia dell'imperatrice Eugenia che assisteva in sala allo spettacolo, affascinata dalla fedele ricostruzione della cerimonia di ritorno delle truppe napoleoniche dall'Italia dopo la seconda guerra d'indipendenza italiana non riuscì a trattenersi dal gridare a gran voce "Lunga vita all'Imperatrice!".
Il Moulin Rouge viene distrutto da un incendio il 27 febbraio 1915. I lavori di ricostruzione iniziarono subito, ma vennero completati solo nel 1921 con le forme attuali.

### Gli anni diMistinguett

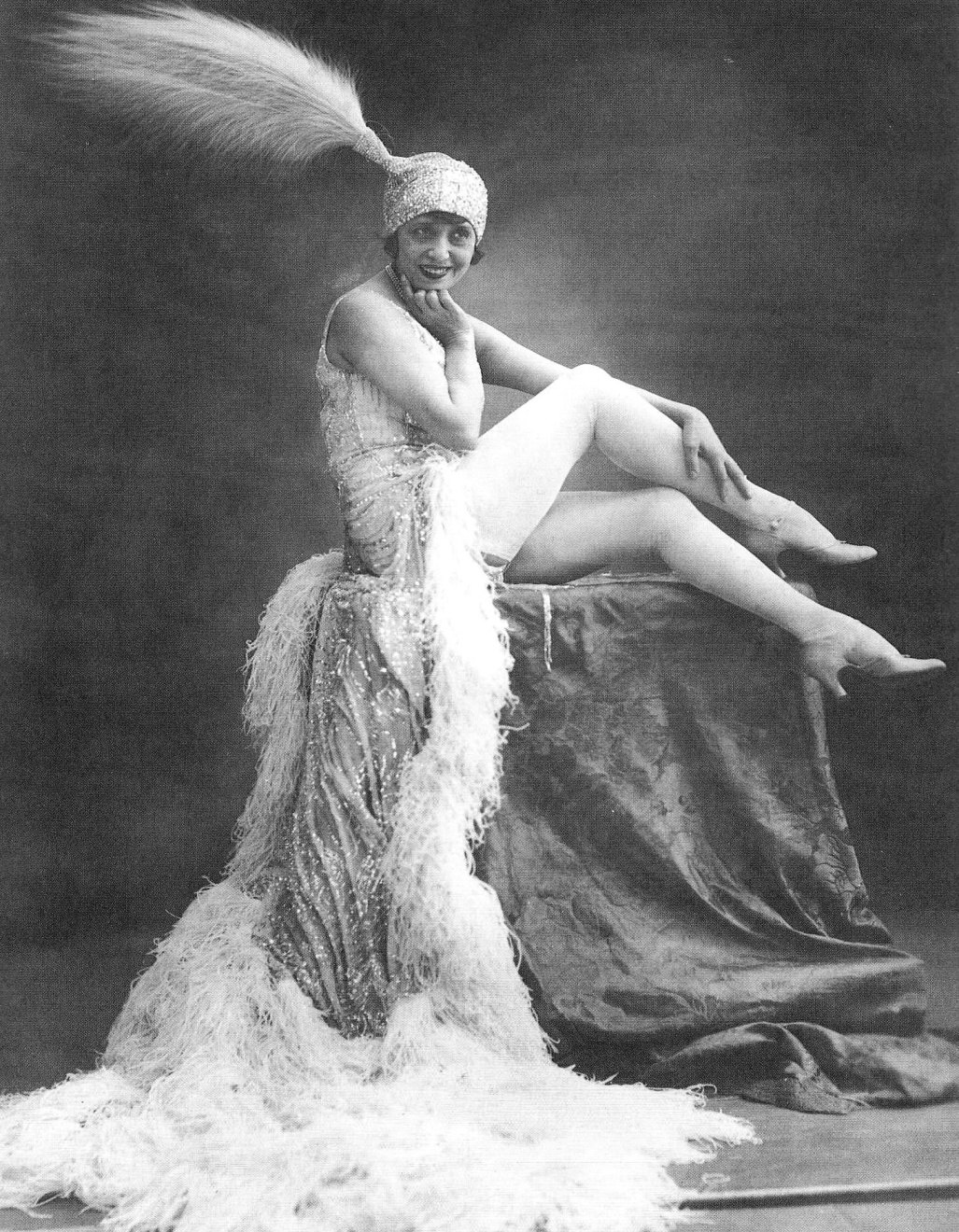
Mistinguett al Moulin-Rouge.

Dopo la guerra, fu Francis Salabert a prendere il controllo del Moulin Rouge. Uomo d'affari più che uno showman, egli affidò sapientemente a Jacques-Charles, il principale gestore di riviste teatrali del suo tempo, la cura di far rivivere i colori del cabaret di fine Ottocento al più celebre tra i locali del genere di tutta Parigi e nel mondo. Il Moulin Rouge riprese quindi la propria tradizione con attrici del calibro di Gina Palerme, Mistinguett, Jeanne Aubert e Maurice Chevalier, unitamente alla presentazione, per la prima volta a Parigi, delle riviste americane con protagoniste le Hoffmann Girls.
Nel 1923, Raphael Beretta, compositore e direttore d'orchestra che già aveva diretto le orchestre de le Folies Bergère, de l'Olympia e del Casinò di Parigi, propose di restaurare la sala della musica del Moulin Rouge con la costruzione di un grande edificio apposito. Non mancarono ad ogni modo gli eccessi e qualche insuccesso come lo spettacolo proposto per l'annata del 1927 quando, alla prima, le ballerine che dovevano uscire da una torta di panna si ritrovarono le scarpe ripiene e particolarmente scivolose, motivo per cui non riuscirono a camminare né a ballare, portando a rivisitare l'intero spettacolo.
La presenza ormai fissa di Mistinguett al Moulin Rouge fu un vero toccasana per la fama del locale: fu lei a creare molte delle sue canzoni più note che poi divennero famose in tutto il mondo come Valencia, Ça, c'est Paris, Il m’a vue nue e On m’suit, quest'ultima eseguita in coppia con Jean Gabin. Pierre Fouchet divenne impresario del teatro e chiamò Jacques Charles a ricoprire il ruolo di direttore artistico del locale con Mistinguett quale sua co-regista; il socio Earl Leslie divenne direttore del laboratorio di cucito per creare nuovi e sempre sgargianti costumi da utilizzare negli spettacoli che di stagione in stagione divenivano sempre più elaborati.

### Dopo Mistinguett

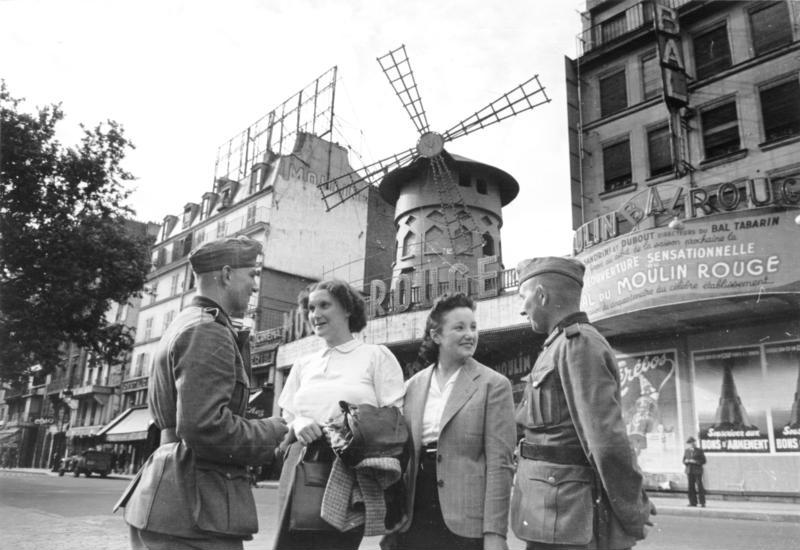
Soldati tedeschi davanti al Moulin-Rouge, nel giugno del 1940, durante l'occupazione tedesca di Parigi nella seconda guerra mondiale.

Nel 1929, Mistinguett si ritirò dalle scene e lasciò il Moulin Rouge il cui teatro da 1500 posti era uno dei più grandi d'Europa. La rivista "Black Birds" di Lew Leslie, eseguita da una troupe di cento artisti di colore, accompagnata dalla Jazz Plantation Orchestra, si esibì al Moulin Rouge tra il giugno e l'agosto del 1929, sollevando nuovi successi.
Con la diffusione del cinema, verso la fine degli anni Trenta, la fama del Moulin Rouge, sembrò offuscarsi, ma si trattò solo di un periodo transitorio dal momento che nel 1937 esso venne riconvertito in night club moderno. Nello stesso anno, la compagnia del Cotton Club, particolarmente in voga a New York, si portò al Moulin Rouge con Ray Ventura. Durante gli anni della seconda guerra mondiale, tra il 1939 e il 1945, il Moulin Rouge si ridimensionò notevolmente nelle proprie attività relegando si al ruolo di sala da ballo senza i favolosi spettacoli delle gloriose epoche precedenti.
Ad ogni modo, già nel secondo dopoguerra, gli astri nascenti della canzone francese Édith Piaf e Yves Montand concorsero ad accrescere nuovamente la notorietà di questo luogo.

### L'epoca del rinnovamento
Negli anni '50 del Novecento, il Moulin Rouge conobbe un nuovo periodo di splendore grazie alla direzione di Georges France ed in particolare ai programmi che per la prima volta posero un accento maggiormente culturale ai suoi temi, come la ripresa dei poster a programma in omaggio a Toulouse-Lautrec. Il 22 giugno 1951 Georges France acquisì direttamente il Moulin Rouge intraprendendovi dei considerevoli lavori di ristrutturazione dell'intera struttura, affidando i medesimi ad Henri Mahé uno dei principali arredatori d'interni dell'epoca, ed agli architetti Bernard de La Tour d'Auvergne e Marion Tournon-Branly che disegnarono il layout della nuova sala. Ancora una volta al Moulin Rouge tornò il celebre can-can con la volontà di recuperare lo spirito originario del locale e le sue principali attrazioni che l'avevano reso così famoso nel mondo, sfruttando l'ondata di positivismo del dopoguerra francese e la volontà di ripresa agli albori del boom economico. Il 19 maggio 1953, alla presenza dell'allora presidente della repubblica francese Vincent Auriol, si esibì per la prima volta su un palcoscenico europeo il celebre cantante americano Bing Crosby. Il favoloso pubblico di 1200 persone, portò dopo poco ad esibirsi anche Joséphine Baker.
Tra il 1951 e il 1960, artisti famosi come Luis Mariano, Charles Trenet, Charles Aznavour, Line Renaud, Bourvil, Fernand Raynaud e Lena Horne si esibirono al Moulin Rouge. Tra i coreografi di maggior successo di quest'epoca si conta l'italiano Ruggero Angeletti dal 1955. Doris Haug fondò la troupe delle "Doris's Girls" al Moulin Rouge nel 1957, con fino a 40 ballerine presenti contemporaneamente sul palco (oggi le medesime sono quasi un centinaio). Due anni più tardi, al Moulin Rouge per la prima volta venne impiantata una cucina per offrire alla clientela sempre più internazionale una "cena-spettacolo" con menù prescelti dai migliori chef di Francia. Nel 1960, si tennero i primi spettacoli di kabuki giapponese.

### Dal 1962 al 1988

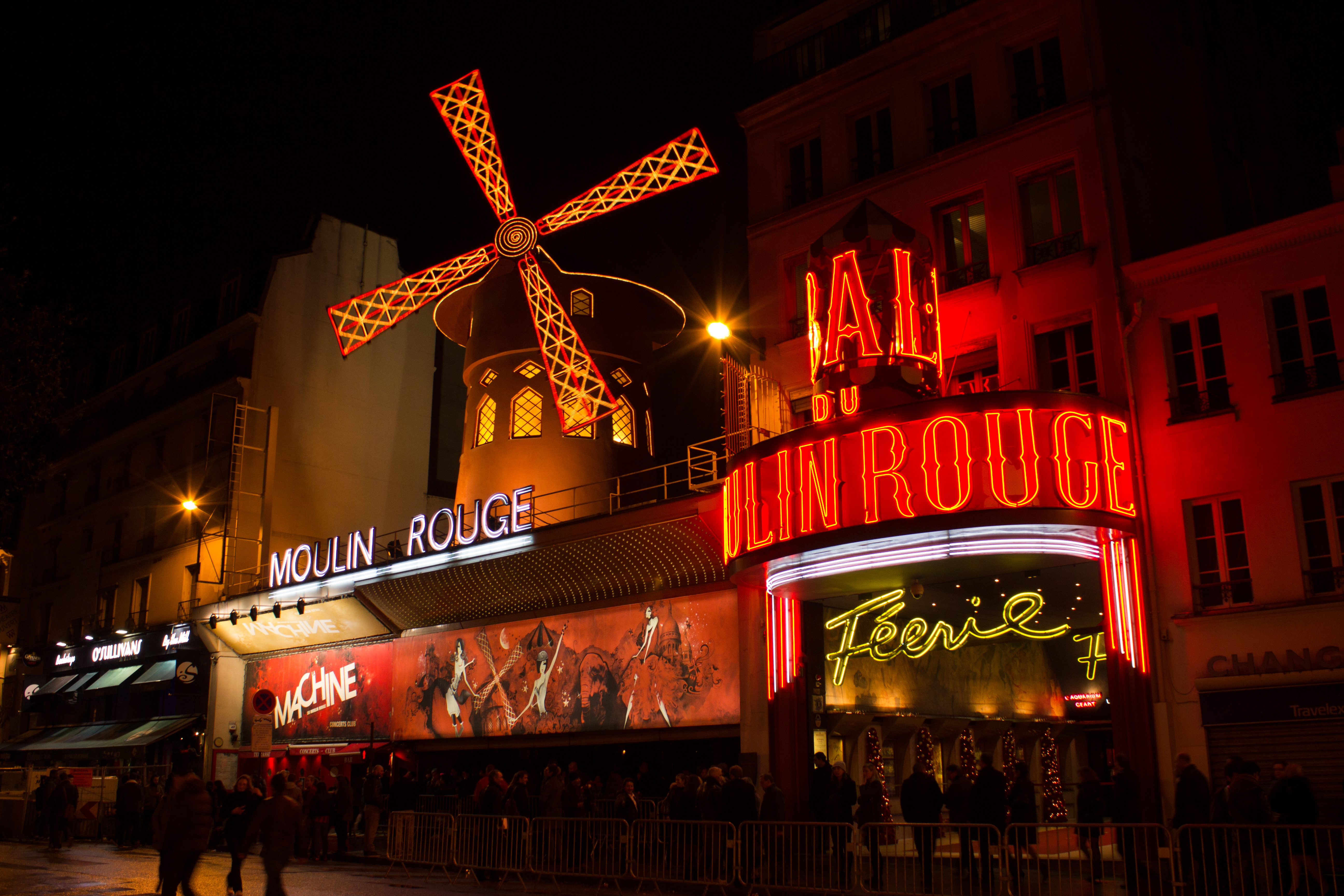
Il Moulin Rouge con la caratteristica illuminazione notturna

Nel 1962, Jacki Clerico succedette al padre nella direzione del Moulin Rouge. Fu questo l'inizio di una nuova era: l'area del locale venne ulteriormente ampliata con l'installazione tra l'altro di una grande vasca in forma di acquario per accogliere i primi balletti d'acqua. Dal 1963 in poi, visto il successo della rivista "Frou-Frou", Jacki Clérico decise per superstizione che avrebbe continuato a scegliere solo titoli di riviste che iniziassero con la lettera F, tradizione ancora oggi mantenuta ("Frou-Frou" (1963-1965), "Frisson" (1965-1967), "Fascination" (1967-1970), "Fantastic" (1970-1973), "Festival" (1973-1976), "Follement" (1976-1978), "Frénésie" (1978-1983), "Femme, Femme, Femme" (1983-1988), "Formidable" (1988-1999) e "Féerie" (1999-ad oggi) ). La musica delle riviste dal 1963 al 1983 venne composta da Henri Betti.
Il 7 settembre 1979, il Moulin Rouge celebrò il proprio 90º compleanno e sul palco parigino vennero ad esibirsi molte star tra cui Ginger Rogers, Thierry Le Luron, Dalida, Charles Aznavour, Jean-Claude Brialy, George Chakiris, i Village People e Zizi Jeanmaire. Il 23 novembre 1981, il Moulin-Rouge per la prima volta chiuse l'ingresso al pubblico per una serata riservata per presentare i suoi spettacoli alla regina Elisabetta II d'Inghilterra. Il 4 febbraio 1982, Liza Minnelli condusse qui un suo spettacolo esclusivo. Nel 1984 vennero ospitati per due eventi Dean Martin e Frank Sinatra, mentre il 1º dicembre 1986 si esibì il più famoso ballerino del mondo, Michail Baryšnikov.

### Dal 1988 ad oggi

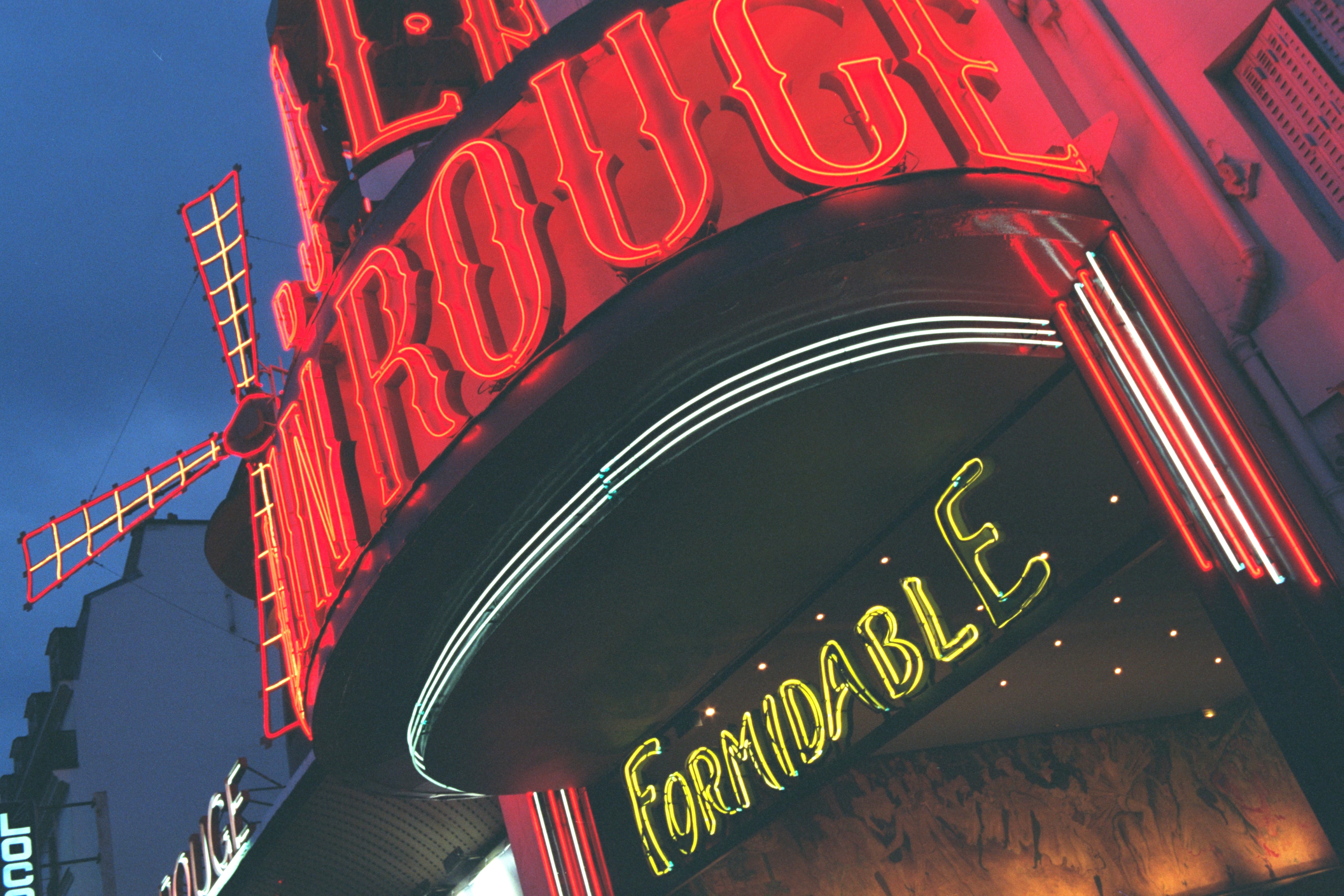
Il Moulin-Rouge nella rivista del 1999.

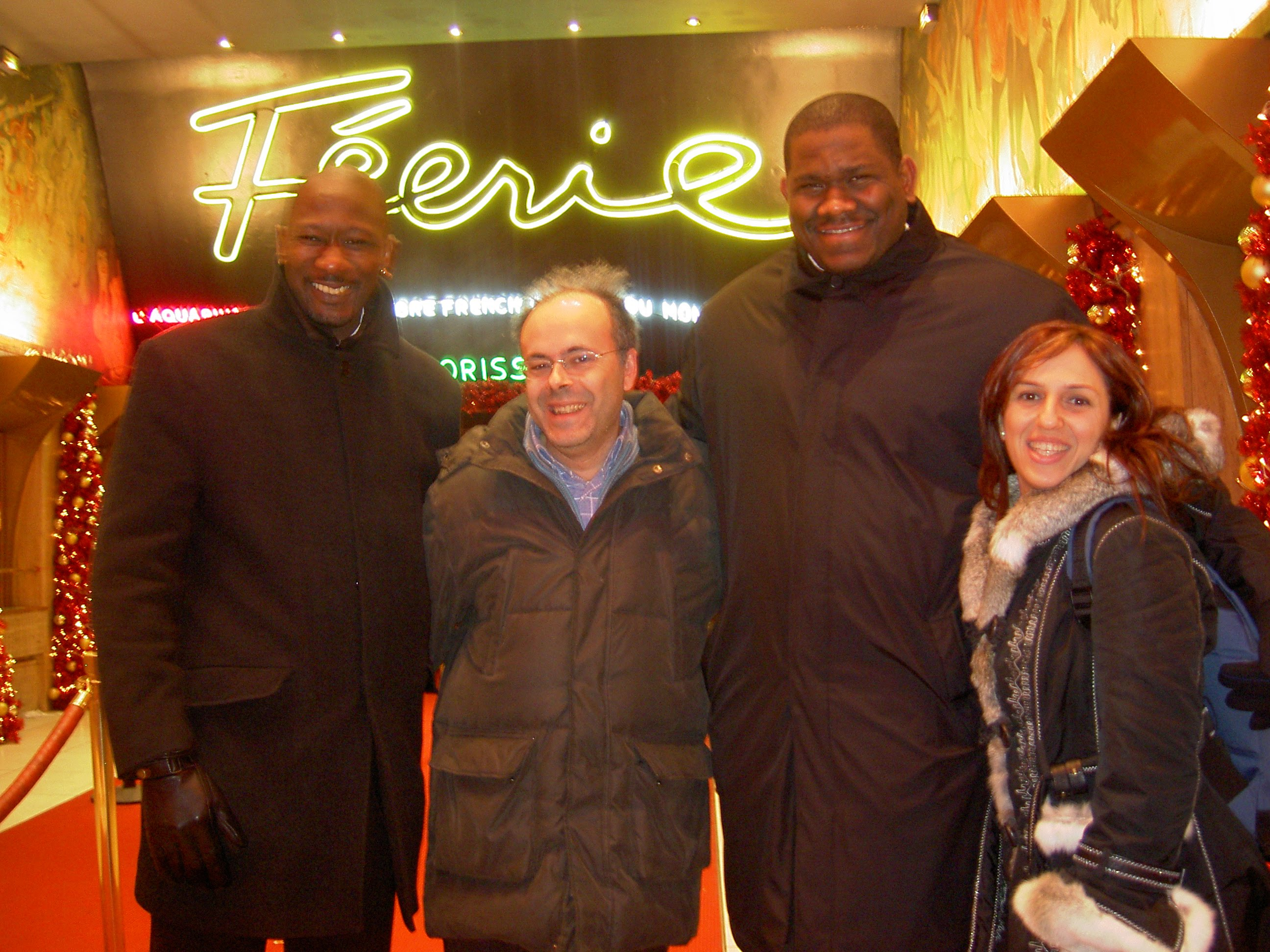
Personale di sicurezza ("buttafuori") del Moulin Rouge

Il 20 febbraio 1988, in occasione del primo centenario del Moulin Rouge, il locale riprese nuovamente l'antica tradizione di locale per spettacoli col fine di esportare la cultura e le passioni francesi nel mondo, entrando nella cosiddetta cerchia delle "Royal Performance in Paris", presenziate con ospiti d'onore legati alla famiglia reale britannica: nel 1983 presenziò la principessa Anna d'Inghilterra, mentre nel febbraio del 1988 fu la volta del principe Edoardo, conte di Wessex. Nella primavera del 1989, eccezionalmente a Londra, la rivista del Moulin Rouge si esibì davanti al principe e alla principessa del Galles. Il 6 ottobre dello stesso anno venne realizzato un galà per celebrare i cento anni del locale con la partecipazione di artisti internazionali come Charles Aznavour, Lauren Bacall, Ray Charles, Tony Curtis, Ella Fitzgerald, i Gipsy Kings, Margaux Hemingway, Barbara Hendricks, Dorothy Lamour, Jerry Lewis, Jane Russell, Charles Trenet ed Esther Williams.
Nel 1994, Cartier realizzò proprio al Moulin Rouge un evento a favore dell'associazione internazionale "Artists Against AIDS Foundation" con un concerto privato di Elton John. Nel 1995 la Lancôme organizzò un galà per il lancio del proprio profumo "Poème" con la partecipazione di Juliette Binoche ed un concerto di Charles Aznavour e Jessye Norman.
Nel 2009, per celebrare i 120 anni del locale, il Moulin Rouge ha ospitato le compagnie di ballo del Carnevale di Rio e la compagnia francese è stata invitata a partecipare allo stesso Carnevale di Rio a Copacabana.
Ancora oggi il Moulin Rouge è un'attrazione per molti turisti grazie alla sempre ricca offerta di spettacoli di intrattenimento e danza.
Nella notte tra il 24 e il 25 aprile 2024 le quattro pale sono cadute sulla strada sottostante, causando, nella caduta, il distacco di alcune delle lettere al neon posta sul tetto dell'edificio che formano il nome del locale. Fortunatamente non si sono verificati danni alle persone.

## Artisti noti che lavorarono al Moulin Rouge

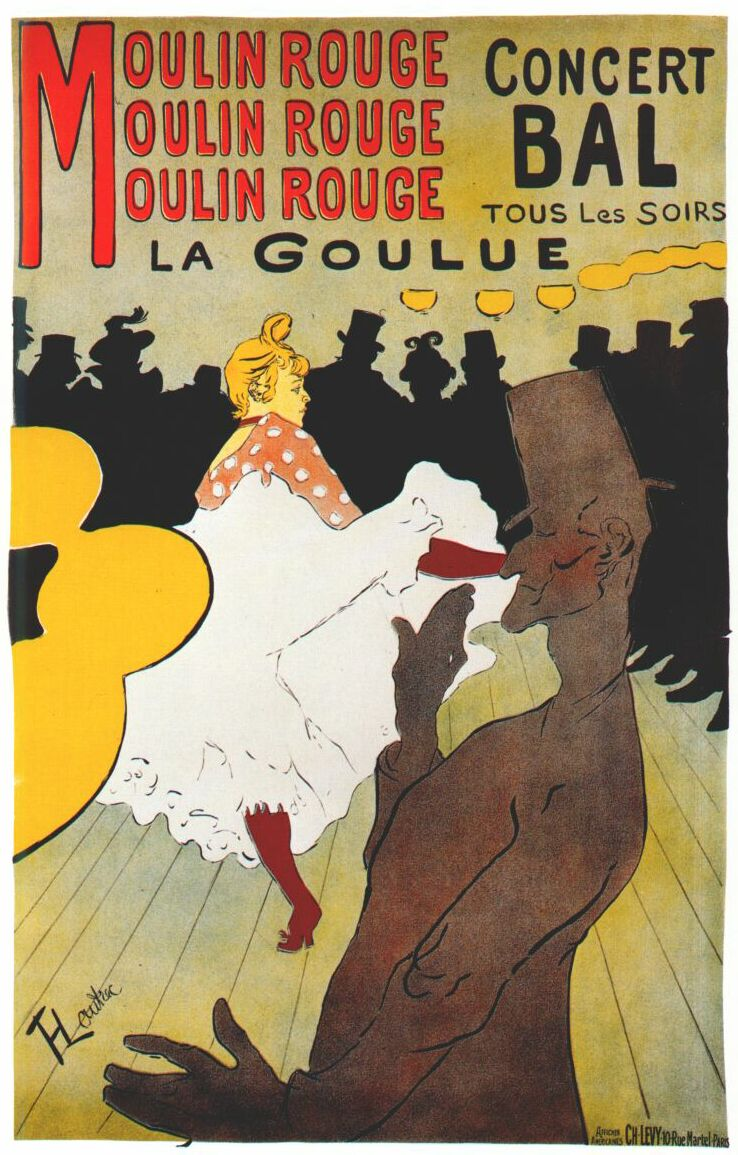
Affiche di Toulouse Lautrec del 1891 che pubblicizza il Moulin Rouge e la sua grande vedette, la ballerina chiamata "La Goulue", al secolo Louise Weber

Molti artisti (in particolare prime ballerine, le celebri vedette del Moulin Rouge) vennero scritturati stabilmente negli anni dal Moulin Rouge, tra cui:
- Louise Weber (dal 1889 al 1895), in arte La Goulue
- Jacques Renaudin (dal 1889 al 1895), in arte Valentin le Désossé
- Joseph Pujol (dal 1892 al 1939), in arte Le Pétomane
- Mistinguett
- Joséphine Baker
- Jane Avril
- Yvette Guilbert
- Édith Piaf

## Film e libri
- Moulin Rouge è il titolo di un libro di Pierre La Mure
- Moulin Rouge è un film diretto da Ewald André Dupont del 1928
- Moulin Rouge è un film diretto da André Hugon del 1939
- Moulin Rouge è un film diretto da Yves Mirande del 1941
- Moulin Rouge è un film diretto da John Huston del 1952
- Moulin Rouge! è un film diretto da Baz Luhrmann del 2001

## Opere d'arte

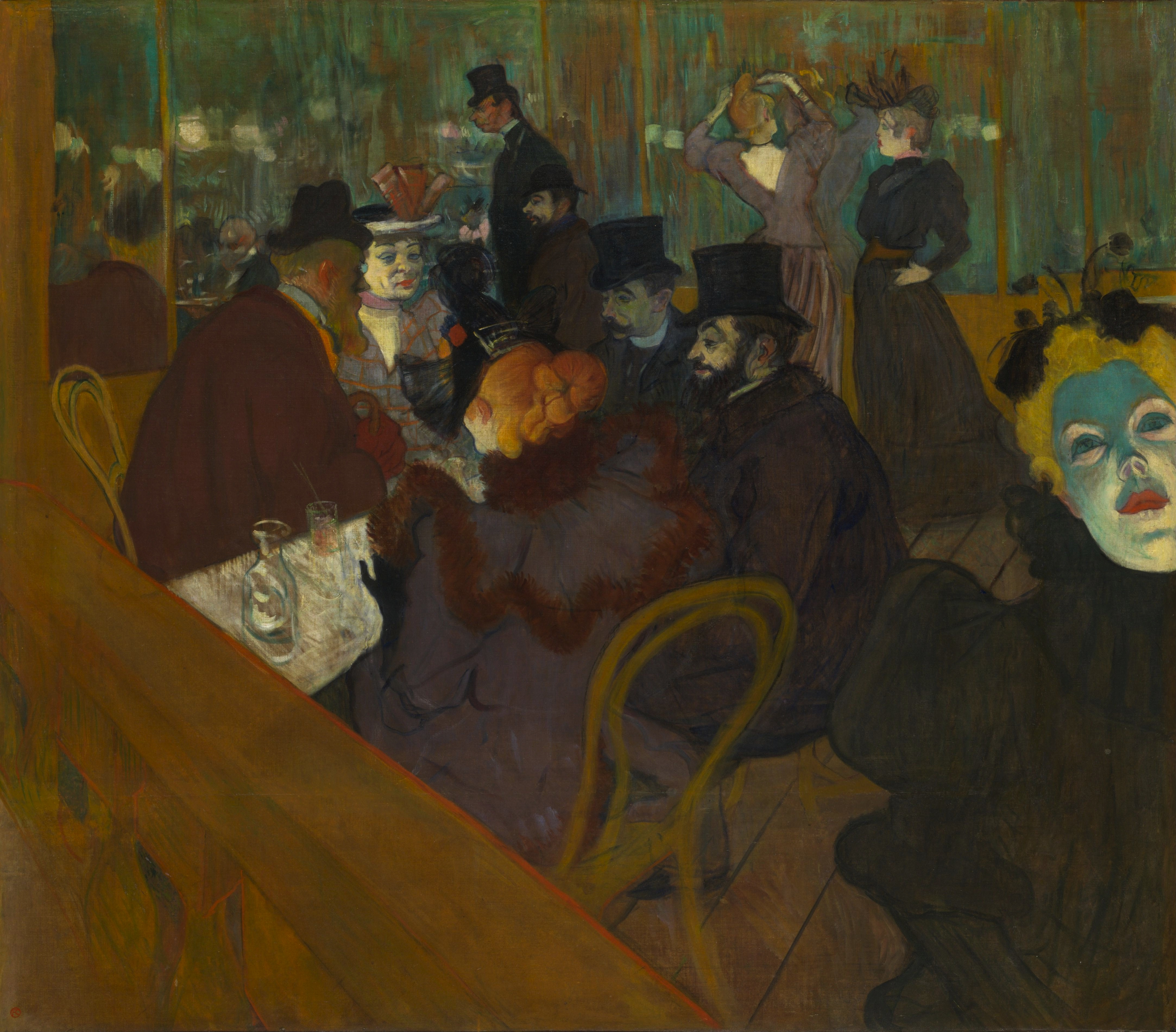
Al Moulin Rouge di Toulouse-Lautrec, una delle opere più famose del celebre pittore parigino ispirate al Moulin Rouge

Il Moulin Rouge, divenuto un'icona del mondo, è stato anche soggetto di diversi quadri realizzati da artisti dell'epoca, (non solo francesi) che ne ritrassero oltre all'interno anche gli artisti che vi si esibivano regolarmente e i personaggi più noti che lo frequentavano, descrivendo l'aria degli spettacoli di Parigi e quando la cultura francese esportava all'esterno nell'ambito dell'industria dello spettacolo e del divertimento, oltre contribuire a fornire un'immagine chiara dello spirito bohemièn che si respirava nella società di Montmartre.
Tra i più importanti e famosi pittori che ritrassero scene di vita e spensieratezza al Moulin Rouge vi sono Giovanni Boldini, Henri Evenepoel, Pere Ysern i Alié, Pierre Vidal, Eugène Galien, Louis Anquetin e Georges Stein.
Un posto d'onore è occupato dal pittore post-impressionista Henri de Toulouse-Lautrec il quale, oltre a lavorare per conto del locale dipingendone diversi poster pubblicitari (i famosi affiches), eseguì diversi dipinti aventi per tema il noto locale parigino, come ad esempio: Ballo al Moulin Rouge (1889-90), Al Moulin Rouge (1890), La Goulue arriva al Moulin Rouge, Due donne che ballano (1892), La Golue en Mome Fromage (1892), Jane Avril lascia il Moulin Rouge (1892), La clownesse Cha-U-Kao au Moulin Rouge (1895), La clownesse Cha-U-Kao (1895).

## Curiosità
- Dal 1889 al 1952, presso il locale notturno parigino, lavorava un'orchestra stabile, con quasi settanta elementi, e con un direttore musicale fisso.
- L'orchestra suonava tutte le sere, come apertura, il celebre can-can di Offenbach e altre musiche da ballo.
- La mattina, quando il locale era chiuso, le ballerine si esercitavano in sala prove, accompagnate da un pianista.
- Il Moulin Rouge si è aggiudicato il titolo di maggior consumatore al mondo di champagne, con una richiesta di 240 000 bottiglie all'anno tra il 2009 ed il 2014[2][3], record che ha raggiunto le 360 000 bottiglie nel 2015[4].

## Esempi diaffiche

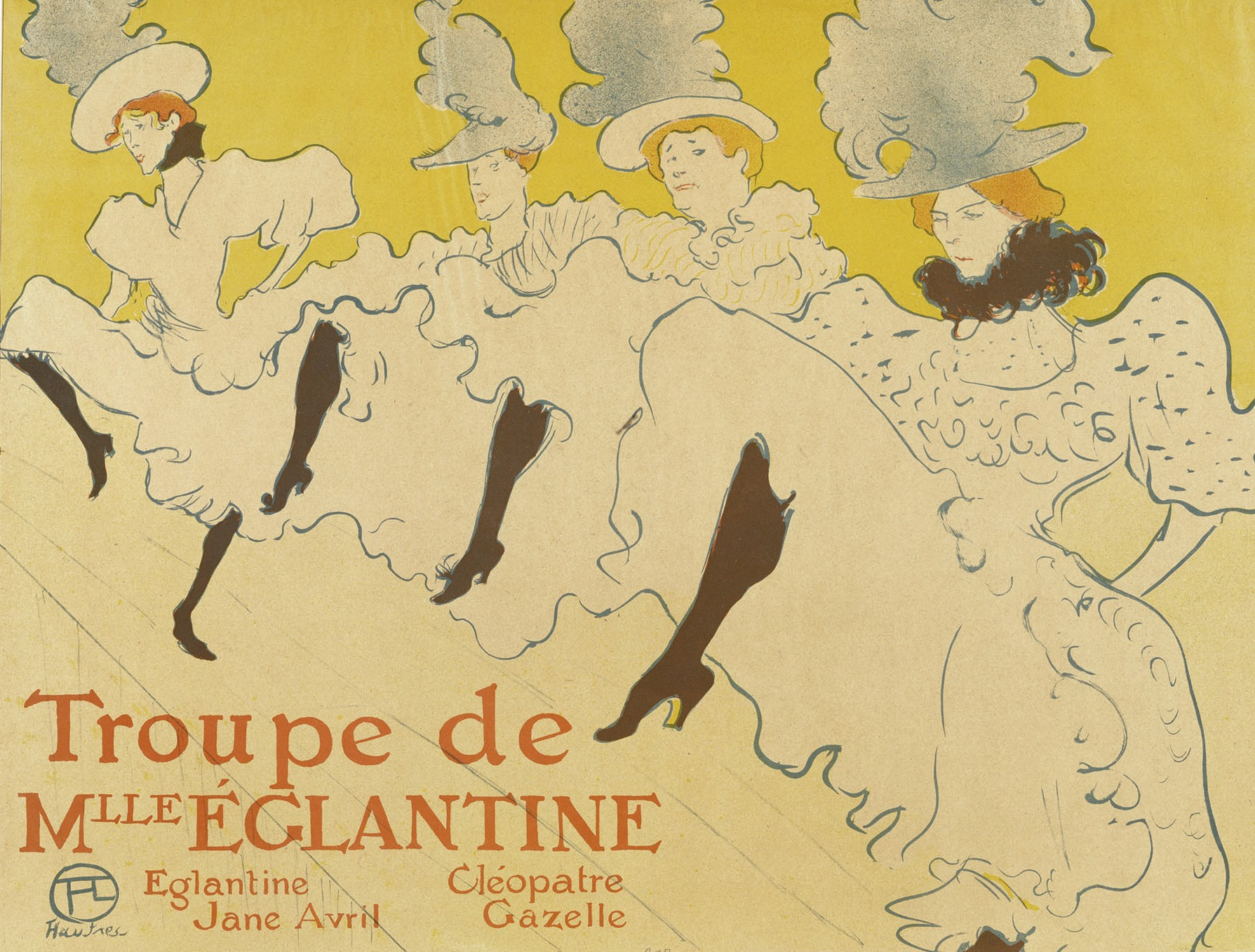
Affiche realizzata da Toulouse-Lautrec